# Hemaris rubra
Hemaris rubra és una espècie de lepidòpter ditrisi de la família dels esfíngids (Sphingidae) pròpia del Kashmir.

## Característiques
Envergadura alar d'entre 44 i 58 mm. Les seves ales són escamades, però al centre de les ales anteriors hi ha una regió amb menys densitat d'escames. Cos verd oliva amb un segment abdominal blanc seguit de dos negres i una munió de pèl negre al final de l'abdomen. Ales anteriors roig fosc i posteriors roig clar o taronja.

## Història natural
Els imagos liben nèctar durant el dia; una sola generació de mitjans de juny fins a principis d'agost. Es desconeix l'aspecte de l'eruga i la pupa. Es creu que hiberna com a pupa.

## Distribució
La seva distribució és poc coneguda, només es té constància d'algunes poblacions a valls del Kashmir, fins als 2500 metres d'altitud.